# Huetamo de Núñez
Huetamo de Núñez es una ciudad del estado mexicano de Michoacán de Ocampo, cabecera del municipio de Huetamo. Se ubica en la región de Tierra Caliente, casi en la frontera con el estado de Guerrero; se encuentra cerca del río Balsas, el cual divide a estos dos estados.

## Toponimia
Huetamo significa ‘donde están implantados militares matlatzinca en la frontera’ (Hueueyeche eran los generales matlatzincas), y se analiza así: Hue-tamu-o, donde «Hue» es la abreviatura de «hueue»; «ta» es una interposición que significa ‘estar puesto, implantado’; «mu», ‘en la puerta’, ‘en la entrada’ (la frontera) y la «o» es locativa, que se pone en lugar de la u.
Eduardo Ruiz considera que es de origen purépecha y lo ve compuesto de «hue» ‘jefe’ y «tamu» ‘cuatro’, significando ‘los cuatro jefes’. 

## Historia
Según Crónicas de Tierra Caliente del Ing. Alfredo Mundo Fernández, a mediados del siglo XV los matlatzincas del valle de Toluca pidieron al rey purépecha Tzitzispandácuare que les permitiera vivir en su tierra, pues estaban cansados de los mexicas. El rey purépecha se los permitió con la condición de que cuando los necesitara para conquistar tierras le ayudaran. Los matlatzincas nobles fundaron la población de Charo y otras, mientras algunos de ellos, se dice que de la clase más baja, se fueron a Tierra Caliente y se asentaron por el rumbo de Cusio, hoy Cutzeo, en donde se les llama «huetamas».
Cuando llegó fray Juan Bautista Moya a Cusio entre 1553 y 1554 reunió a los matlatzincas y otras tribus, y al pueblo le llamó «Huetamo». Los evangelizadores lo nombraron «San Juan Huetamo», como el patrón religioso que le impusieron a los indígenas. Siguiendo a Alfredo Mundo, el pueblo más importante de esa zona durante casi toda la Colonia fue Cusio, al que pertenecía Huetamo. La región de los huetamas pertenecía a Cutzio, el antiguo Cuseo cuya relación se incluye en la Relación de Sirándaro y Guayameo y Cuseo de 1580. Incluso cuando Cuseo o Cusio fue conquistado por los purépechas a principios del siglo XV también lo fue la región de los huetamas, y mientras en aquel se hablaba la lengua purépecha en este se hablaba el matlatzinca. En el siglo XVI dentro de la Jurisdicción de Zirándaro y Guayameo del Obispado de Michoacán estaban, aparte de aquellos dos, Cuseo pero también Huetamo, Purechucho, Pungarabato y Coyuca.
En la Guerra de Independencia, sigue explicando Alfredo Mundo, el generalísimo Morelos llegó a Huetamo a fines de octubre de 1810 con solo dieciséis hombres armados en Nocupétaro, pero el día 1 en el citado Huetamo tenía ya 294 hombres a pie y 50 de a caballo, empezando así su campaña en el Sur como le encomendó Hidalgo. A principios de diciembre de 1813 Morelos ordenó a sus oficiales y generales Mariano Matamoros, Nicolás Bravo y Hermenegildo Galeana que se le reunieran en Cutzamala, en donde el generalísimo pasó revista numerando a un total de 6900 hombres y más de 30 cañones de todos los calibres; se puso al frente de ellos y se dirigió a Huetamo, Carácuaro y luego a Valladolid (hoy Morelia). En mayo de 1815 Morelos llegó a Huetamo acompañado de Cos y del brigadier Lobato, pero se separaron yendo el Generalísimo Morelos a Cutzamala, donde festejó el Día de Corpus con gran solemnidad.
El pueblo de Huetamo tuvo una gran participación en la Guerra de Independencia, en la Reforma y en la Revolución mexicana de 1910 con el general José Rentería Luviano, Gertrudis G. Sánchez y otros.
En 1831, el Congreso del Estado de Michoacán le otorgó la categoría de municipio, siendo Huetamo su cabecera, y en 1859 le concedió el título de «Villa de Núñez», en honor al general insurgente Silverio Núñez.

## Geografía
Huetamo cuenta con 2 tipos de climas, desde tropical y seco estepario, con temperaturas mínimas que van desde los 20 °C a 35 °C, y máximas entre 35 °C y 51 °C, respectivamente a verano la más alta y a invierno la más baja. La vegetación de Huetamo es muy escasa por causa de las bajas precipitaciones de lluvia, convirtiendo a Huetamo en un paisaje de aspecto semidesértico con plantas cactáceas y matorrales. 
| Parámetros climáticos promedio de Huetamo (1933-2012) | Parámetros climáticos promedio de Huetamo (1933-2012) | Parámetros climáticos promedio de Huetamo (1933-2012) | Parámetros climáticos promedio de Huetamo (1933-2012) | Parámetros climáticos promedio de Huetamo (1933-2012) | Parámetros climáticos promedio de Huetamo (1933-2012) | Parámetros climáticos promedio de Huetamo (1933-2012) | Parámetros climáticos promedio de Huetamo (1933-2012) | Parámetros climáticos promedio de Huetamo (1933-2012) | Parámetros climáticos promedio de Huetamo (1933-2012) | Parámetros climáticos promedio de Huetamo (1933-2012) | Parámetros climáticos promedio de Huetamo (1933-2012) | Parámetros climáticos promedio de Huetamo (1933-2012) | Parámetros climáticos promedio de Huetamo (1933-2012) |
| Mes                                                   | Ene.                                                  | Feb.                                                  | Mar.                                                  | Abr.                                                  | May.                                                  | Jun.                                                  | Jul.                                                  | Ago.                                                  | Sep.                                                  | Oct.                                                  | Nov.                                                  | Dic.                                                  | Anual                                                 |
| ----------------------------------------------------- | ----------------------------------------------------- | ----------------------------------------------------- | ----------------------------------------------------- | ----------------------------------------------------- | ----------------------------------------------------- | ----------------------------------------------------- | ----------------------------------------------------- | ----------------------------------------------------- | ----------------------------------------------------- | ----------------------------------------------------- | ----------------------------------------------------- | ----------------------------------------------------- | ----------------------------------------------------- |
| Temp. máx. abs. (°C)                                  | 44.0                                                  | 45.0                                                  | 51.2                                                  | 48.5                                                  | 48.5                                                  | 48.0                                                  | 43.5                                                  | 45.5                                                  | 43.0                                                  | 44.0                                                  | 45.0                                                  | 45.0                                                  | 51.2                                                  |
| Temp. máx. media (°C)                                 | 36.3                                                  | 37.9                                                  | 40.4                                                  | 42.2                                                  | 42.9                                                  | 39                                                    | 35.9                                                  | 35.7                                                  | 35.5                                                  | 36.5                                                  | 36.9                                                  | 36.2                                                  | 37.9                                                  |
| Temp. media (°C)                                      | 26.1                                                  | 27.4                                                  | 29.4                                                  | 31.6                                                  | 32.6                                                  | 31.0                                                  | 28.8                                                  | 28.8                                                  | 29.5                                                  | 28.8                                                  | 27.9                                                  | 26.5                                                  | 29                                                    |
| Temp. mín. media (°C)                                 | 15.5                                                  | 16.8                                                  | 18.3                                                  | 21.2                                                  | 23.0                                                  | 23.1                                                  | 21.7                                                  | 21.9                                                  | 21.6                                                  | 21.1                                                  | 18.9                                                  | 16.9                                                  | 20                                                    |
| Temp. mín. abs. (°C)                                  | 3                                                     | 1                                                     | 4                                                     | 9                                                     | 13                                                    | 15                                                    | 8                                                     | 12                                                    | 9                                                     | 10                                                    | 7                                                     | 2                                                     | 1                                                     |
| Precipitación total (mm)                              | 10.5                                                  | 0.5                                                   | 0.6                                                   | 0.3                                                   | 15.9                                                  | 157.4                                                 | 178.0                                                 | 161.9                                                 | 168.8                                                 | 52.8                                                  | 8.6                                                   | 0.5                                                   | 755.8                                                 |
| Días de lluvias (≥ 1 mm)                              | 0.6                                                   | 0.2                                                   | 0.1                                                   | 0.1                                                   | 1.9                                                   | 10.5                                                  | 12.1                                                  | 11.7                                                  | 10.6                                                  | 4.2                                                   | 0.9                                                   | 0.2                                                   | 53.1                                                  |
| Fuente: Servicio Meteorológico Nacional               |                                                       |                                                       |                                                       |                                                       |                                                       |                                                       |                                                       |                                                       |                                                       |                                                       |                                                       |                                                       |                                                       |

## Demografía
La ciudad de Huetamo de Núñez cuenta según datos del XIV Censo de Población y Vivienda del Instituto Nacional de Estadística y Geografía en el año 2020 con una población de 23 836 habitantes, representando un aumento de 1972 habitantes respecto al censo de 2010, por lo cual es la 5.ª ciudad más poblada de la Tierra Caliente Mexicana, la 22.ª ciudad más poblada de Michoacán.
| Gráfica de evolución demográfica de Huetamo de Núñez entre 1900 y 2020                                      |
| |
| Población de los censos y conteos del Instituto Nacional de Estadística y Geografía (INEGI) de 1921 a 2020. |

## Personas destacadas
- Gral. Cecilio García Alcaraz, revolucionario, gobernador de Michoacán.
- Fanny Cano (1944-1983), actriz y productora.
- Amalia Mendoza García (1923-2001), cantante.
- Leonardo Acosta Quintanar, músico, baterista, director de orquesta, compositor, arreglista, productor.
- Salvador Pineda (1952), actor de cine, televisión y teatro.
- Leo Santa Cruz, boxeador profesional Mexicano.
- José Guadalupe Cruz, «El Profe Cruz», exjugador profesional y técnico de la Liga MX de fútbol.
- Martín Urieta, cantante y compositor.
- Rafael Solano Nambo (1932), activista, luchador social, fundador del Club Deportivo Tariácuri (antes Reforma).
- Alfonso Morales, comentarista deportivo.
- José Ángel García, 1950 - 2021, actor y director de teatro y televisión, padre del actor Gael García Bernal.